# 14 червня
14 червня — 165-й день року (166-й у високосні роки) у григоріанському календарі. До кінця року залишається 200 днів.

## Свята і пам'ятні дні

### Міжнародні
- ООН: Всесвітній день донора крові

### Неофіційні
- Міжнародний день блогера. (2004)

### Національні
- Афганістан: День матері.
- Литва: День жалоби та надії.
- Естонія: День жалоби і пам'яті. (Leinapäev або Mourning and Commemoration Day)
- Вірменія: День пам'яті жертв радянських репресій.
- Малаві: День свободи. (Freedom Day)
- США:
  - День американського прапора. (Flag Day)
  - День свободи Балтії / День Балтійської свободи. (Baltic Freedom Day)
- Латвія: День пам'яті жертв комуністичного терору.

### Релігійні

#### Християнство
День Святого Мефодія I.
Православні:
- Пророка Єлисея.
- Святителя Мефодія, патріарха Константинопольського.
- Благовірного князя Мстислава, у святому хрещенні Георгія, Хороброго, Новгородського.
- Преподобного Єлисея Сумського.

### Іменини
✙ Православні:
✝  Католицькі:Ельвіра, Валерій, Василь.

## Події
- 1783 — на березі Ахтіарської бухти адмірал шотландського походження Томас Макензі заснував першу в Криму російську військово-морську базу, через рік на бажання Катерини II названу Севастополем.
- 1834 — Ісаак Фішер із Спрингфілда (штат Вермонт, США) одержав патент на наждачний папір.
- 1940 — СРСР висунув Литві ультиматум з вимогою відставки уряду, арешту кількох міністрів і посилення радянської військової присутності в країні; наступного дня радянські війська окупували Литву
- 1995 — загін чеченських бійців на чолі з Шамілем Басаєвим захопив лікарню у місті Будьонновськ (Ставропольський край), з метою змусити владу РФ припинити бойові дії в Чечні та розпочати переговори.
- 1997 — На аукціоні «Сотбі» в Нью-Йорку примірник книги коміксів «Бетмен» (1939) продали за $68 500.
- 2014 — біля Луганського аеропорту окупанти збили літак Іл-76 ВПС України. Загинули 49 військових, які перебували на борту.
- 2017 — у Лондоні зайнявся 27 поверховий будинок, 12 людей загинуло, близько 80 людей поранені, інші пропали безвісти

## Народились
Див. також Категорія:Народились 14 червня
- 1736 — Шарль Огюстен Кулон, французький фізик, військовий інженер, творець основного закону електростатики.
- 1807 — Іван Сошенко, український маляр і педагог; один із найближчих друзів Тараса Шевченка, брав активну участь у його звільненні з кріпацтва
- 1811 — Гаррієт Бічер-Стоу, американська письменниця («Хатина дядька Тома»; †1896).
- 1819 — Софрон Витвицький, письменник, етнограф.
- 1864 — Алоїз Альцгеймер, німецький психіатр і невролог.
- 1868 — Кард Ландштайнер, британський імунолог, відкривач основних груп крові людини та резус-фактору крові, лауреат Нобелівської премії (1930) у галузі медицини і фізіології.

- 1891 — Євген Коновалець, полковник Армії УНР, командант корпусу Січових стрільців, командант УВО, голова Проводу Українських Націоналістів.
- 1897 — Наталія Ґеркен-Русова, українська художниця, сценографка, театрознавчиня, літературознавчиня і громадська діячка.
- 1903 — Вісаріон Жгенті, грузинський критик, літературознавець, доктор філологічних наук з 1975 року († 1976, Тбілісі).
- 1922 — Володимир Леник, український громадський діяч, видавець, публіцист, мемуарист, архівіст.
- 1935 — Григорій Півторак, український мовознавець, доктор філологічних наук, професор, академік НАН України.
- 1961 — Станіслав Аржевітін, український політик, фінансист, краєзнавець
- 1963 — Тоні Савевскі, югославський і македонський футболіст.

## Померли

Дмитро Міллер

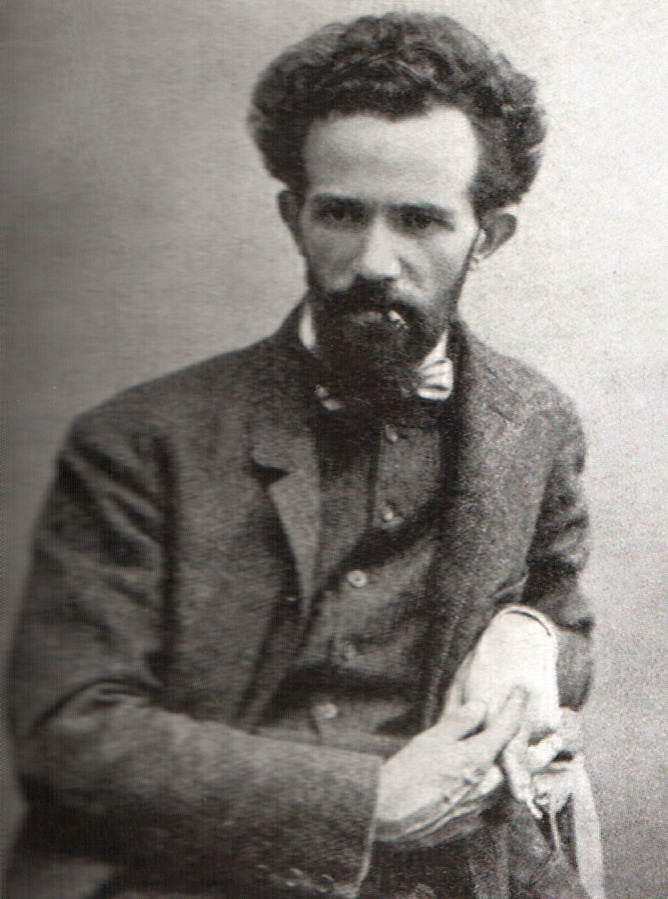
Олександр Мурашко

Ігор Костецький

Див. також Категорія:Померли 14 червня
- 1746 — Колін Маклорен, шотландський математик (*1686).
- 1809 — Матвій Значко-Яворський, ігумен Мотронинського Троїцького монастиря, ідеолог Коліївщини (*1716).
- 1837 — Джакомо Леопарді, італійський романтичний поет, мислитель-мораліст.
- 1879 — Йоганн Карл Фрідріх Розенкранц, німецький філософ. Дядько німецького математика і астронома Рудольфа Лемана-Фільгеса (1854—1914).
- 1913 — Дмитро Міллер, український історик, дослідник історії Гетьманщини й Слобожанщини.

- 1919 — Олександр Мурашко, український художник, педагог і громадський діяч (*1875).

- 1927 — Джером Клапка Джером, англійський письменник, найбільш відомий завдяки роману-подорожі «Троє у човні».
- 1931 — В'ячеслав Липинський, український історик, громадський діяч, теоретик гетьманату (*1882).

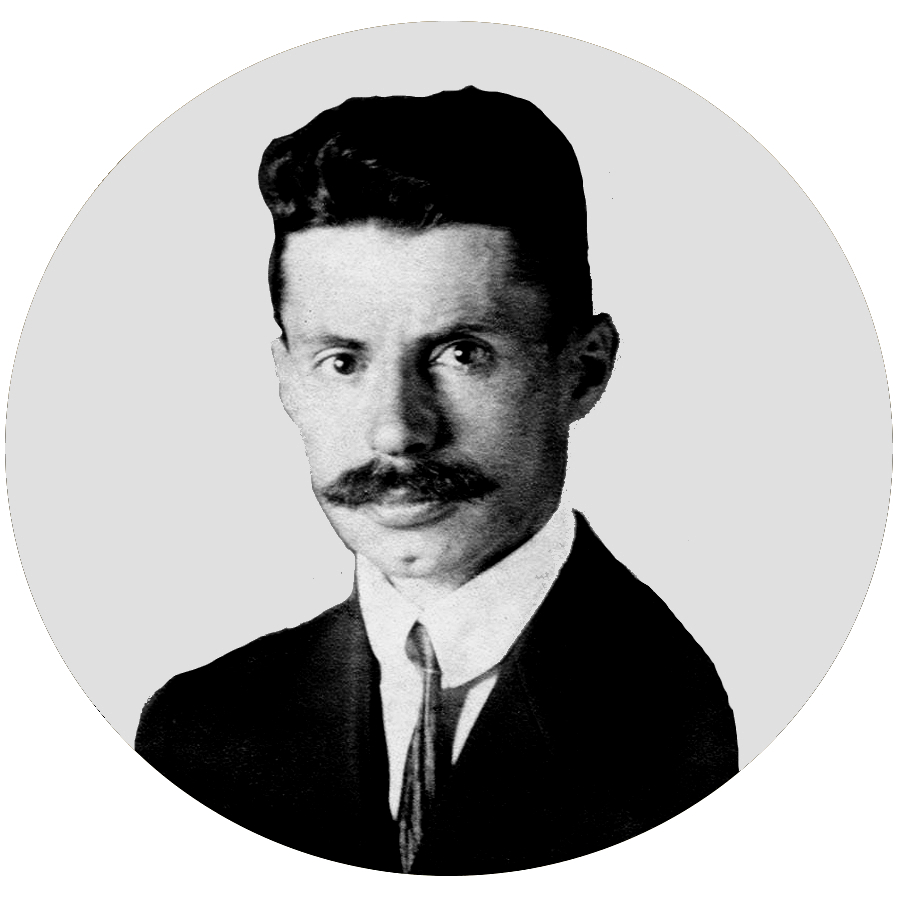
В'ячеслав Липинський

- 1936 — Ганс Пельціг, німецький архітектор, художник і сценограф.
- 1968 — Сальваторе Квазімодо, італійський прозаїк, поет, перекладач, лауреат Нобелівської премії з літератури (1959).
- 1969 — Марек Гласко, польський письменник.
- 1983 — Ігор Костецький, український письменник, перекладач, критик, режисер, видавець.

- 1986 — Хорхе Луїс Борхес, аргентинський письменник (*1899).
- 1994 — Генрі Манчіні, американський композитор, диригент і аранжувальник італійського походження.(*1924)
- 1995 — Роджер Джозеф Желязни, американський письменник-фантаст (*1937).